# Římskokatolická farnost Olešná na Moravě
Římskokatolická farnost Olešná na Moravě je územní společenství římských katolíků s farním kostelem svaté Maří Magdaleny v děkanství žďárském.

## Historie farnosti
Za první písemnou zprávu o Olešné a knězi zde působícím je považován zápis v zemských deskách z roku 1369. Jádro farního kostela je gotické ze 14. století, v roce 1788 byl kostel výrazně přestavěn do dnešní podoby. Fara byla postavena v roce 1786.

## Duchovní správci
Farnost od roku 2009 spravují pallotini. Administrátorem excurrendo zde byl do června 2014 P. ThLic. Józef Wojciech Gruba SAC. Od července 2014 byl zde ustanoven administrátorem excurrendo P. ThLic. Artur Daniel Cierlicki, SAC, který byl zároveň exorcistou v brněnské diecézi. Toho od 1. července 2015 jako administrátor excurrendo vystřídal další polský pallotin P. ThLic. Mariusz Leszko, SAC.

## Bohoslužby
| Kostel                | Místo  | Bohoslužba (den)    | Hodina                                        | Poznámka     |
| --------------------- | ------ | ------------------- | --------------------------------------------- | ------------ |
| svaté Maří Magdaleny  | Olešná | neděle středa pátek | 10.00 17.00 (zima)/19.00 (léto)               | farní kostel |
| svatého Petra a Pavla | Zubří  | sobota              | 17.30 (zima)/19.30 (léto) (poslední v měsíci) | kaple        |

## Aktivity ve farnosti
Dnem vzájemných modliteb farností za bohoslovce a bohoslovců za farnosti brněnské diecéze je 17. duben. Adorační den připadá na 19. září. Každoročně se zde koná tříkrálová sbírka, v roce 2015 se při ní vybralo v Křídlech 11 755 korun a v Zubří 19 277 korun.
Pravidelně při bohoslužbách vystupuje farní sbor a schola. Farnost pořádá prázdninový tábor pro děti, ples farní charity, je zapojena do projektu adopce na dálku.